# Alfred Kuhnke
Alfred „Ala“ Kuhnke (* 6. März 1936; † 20. August 2014) war ein deutscher Eishockeytorwart.

## Karriere
Der Berliner Kuhnke wurde als Schüler von Heinz Laufer für die demokratische Sportbewegung geworben und galt bereits in frühen Jahren als talentierter, aber noch unerfahrener Torhüter, seit 1954 war er für die erste Mannschaft des SC Einheit Berlin spielberechtigt. 1956 und 1957 gewann die Mannschaft die nationale Vizemeisterschaft, im Sommer 1959 verließ Kuhnke seinen Stammverein. Nach einer Saison beim TSC Oberschöneweide wechselte Kuhnke 1960 zum Stadtrivalen SC Dynamo Berlin und gewann viermal in Folge die Vizemeisterschaft hinter Dynamo Weißwasser. Gegen Stammtorhüter Eberhard Grimm konnte er sich allerdings nicht durchsetzen und bestritt in drei Jahren lediglich 14 von möglichen 54 Punktspielen. Nach einer weiteren Saison ohne Ligaeinsatz kehrte Kuhnke im Sommer 1964 zum Berliner TSC, dem Nachfolgeverein des TSC Oberschöneweide, zurück. Noch Anfang 1966 gehörte der Torhüter zum Rückhalt der Mannschaft, anschließend war er als Übungsleiter im Jugendbereich des Berliner TSC tätig.
Nach zunächst durchwachsenen Leistungen in der Oberliga wurde Kuhnke schließlich im Frühjahr 1955 als Kandidat für die DDR-Nationalmannschaft gehandelt. Im Oktober 1955 gewann der Torhüter mit einer B-Vertretung aus jungen Spielern mit 5:4 gegen die DDR-Auswahl, die sich auf die Olympischen Spiele vorbereitete. Am 9. März 1956, wenige Tage nach seinem 20. Geburtstag, kam Kuhnke spontan bei der „Ersatz-Weltmeisterschaft“ im Spiel gegen Norwegen (5:7) für die belgische Nationalauswahl zum Einsatz, nachdem deren Torhüter erkrankt war. Zudem bestritt der Berliner mindestens drei Länderspiele für die DDR-Nationalmannschaft, darunter im Dezember 1957 gegen Norwegen.
Ende 1957 heiratete Kuhnke. Er starb im August 2014 im Alter von 78 Jahren und wurde auf dem St. Andreas-St. Markus-Friedhof in Alt-Hohenschönhausen beigesetzt.

## Karrierestatistik
(Legende zur Torhüterstatistik: GP oder Sp = Spiele insgesamt; W oder S = Siege; L oder N = Niederlagen; T oder U oder OT = Unentschieden oder Overtime- bzw. Shootout-Niederlage; Min. = Minuten; SOG oder SaT = Schüsse aufs Tor; GA oder GT = Gegentore; SO = Shutouts; GAA oder GTS = Gegentorschnitt; Sv% oder SVS% = Fangquote; EN = Empty Net Goal; 1 Play-downs/Relegation; Kursiv: Statistik nicht vollständig)